# Wólka (Banie Mazurskie)
Wólka (deutsch Wolken) ist ein Ort in der polnischen Woiwodschaft Ermland-Masuren und gehört zur Landgemeinde Banie Mazurskie (Benkheim) im Powiat Gołdapski (Kreis Goldap).

## Geographische Lage
Wólka liegt im Nordosten der Woiwodschaft Ermland-Masuren, 20 Kilometer östlich der ehemaligen Kreisstadt Angerburg (polnisch Węgorzewo) und 18 Kilometer südwestlich der jetzigen Kreishauptstadt Gołdap (Goldap).

## Geschichte
Wolken, um 1785 Wessolowken genannt, wurde im Jahre 1605 gegründet. Das Remontedepot und Vorwerk gehörte bis 1941 zum Gutsbezirk Sperling (polnisch Wróbel) im Kreis Angerburg im Regierungsbezirk Gumbinnen der preußischen Provinz Ostpreußen. Im Jahre 1941 wurde das Dorf nach Benkeim (polnisch Banie Mazurskie) eingemeindet.
In Kriegsfolge kam Wolken 1945 mit dem südlichen Ostpreußen zu Polen und heißt seither „Wólka“. Es gehört jetzt zum Schulzenamt (polnisch Sołectwo) Banie Mazurskie und ist eine Ortschaft innerhalb der gleichnamigen Landgemeinde im Powiat Gołdapski, bis 1998 zur Woiwodschaft Suwałki, seitdem zur Woiwodschaft Ermland-Masuren zugehörig.

## Kirche
Evangelischerseits war Wolken vor 1945 in die Kirche in Benkheim eingepfarrt und gehörte zum Kirchenkreis Angerburg in der Kirchenprovinz Ostpreußen der Kirche der Altpreußischen Union. Seitens der katholischen Kirche gehörte es zur Pfarrkirche in Gołdap (Goldap) im Bistum Ermland.
Heute ist die Kirche Banie Mazurskie die Pfarrkirche für Wólka. Sie liegt im Dekanat Gołdap im Bistum Ełk (Lyck) der Katholischen Kirche in Polen. Die evangelischen Kirchenglieder in Wólka sind nun der Kirchengemeinde in Gołdap zugehörig, einer Filialgemeinde von Suwałki in der Diözese Masuren der Evangelisch-Augsburgischen Kirche in Polen.

## Verkehr
Wólka liegt an einer Nebenstraße, die bei Banie Mazurskie (Benkheim) von der polnischen Woiwodschaftsstraße 650 (ehemalige deutsche Reichsstraße 136) abzweigt und bis nach Lisy (Lissen) in südöstlicher Richtung führt. Eine Bahnanbindung besteht seit 1945 nicht mehr. Vorher war Benkheim die nächste Bahnstation und lag an der jetzt nicht mehr betriebenen Bahnstrecke Angerburg–Goldap.